# 낙동층
낙동층(Knnk; Kyeongsang supergroup sindong group Nakdong formation, Rakutō formation 洛東層) 또는 연화동층(Knnk; Kyeongsang supergroup Yeonhwadong formation, 蓮花洞層) 또는 원지층(Knw; Kyeongsang supergroup Wonji formation, 院志層)은 경상 누층군 신동층군(과거의 낙동층군)의 최하부 지층으로, 영남 육괴에 해당하는 선캄브리아기의 암석을 부정합으로 덮고 있다. 낙동층은 경상 분지 가장 서쪽에서 상주시 사벌국면부터 광양시에 이르기까지 측방으로 약 200 km 연장되며 분포한다. 낙동층은 암회색 이암, 셰일, 역암 및 사암으로 구성되며 하부에 탄질셰일, 흑색 셰일 및 무연탄을 협재한다. 또한 적색의 이암이나 셰일은 거의 나타나지 않아 적색의 지층을 협재한 하산동층과의 구별이 쉽다.

## 절대연령 측정에 의한 낙동층의 지질시대
이용구 외(2010)는 경상북도 고령군 지역의 낙동층에서 분리한 가장 젊은 쇄설성 저어콘 입자의 LA-ICP-MS U-Pb 연령이 118.0±3.0 Ma 로 측정됨에 따라 낙동층의 퇴적시기를 압트절(Aptian; 112.0-125.0 Ma)에 대비하였다. 의성소분지의 낙동층에서 분리한 저어콘으로부터 SHRIMP U-Pb 연대측정을 실시한 결과 가장 젊은 연령으로 127.67±1.3 Ma를 구하여 이를 낙동층의 최고 퇴적시기로 보았으며 이로부터 낙동층과 함께 경상 분지는 바렘절(Barremian; 125.0-130.0 Ma) 시기 또는 그 이후부터 퇴적이 이루어졌음을 제시하였다. 이태호는 2016년 낙동층 쇄설성 저어콘의 U-Pb 연령을 근거로 낙동층의 최대 퇴적 시기를 바렘절(125.0-130.0 Ma)에 해당하는 127.8±1.4 Ma로 제안하였고 경상 분지는 약 128 Ma에 퇴적이 시작된 분지로 확인하였다.

## 지역별 암상과 낙동층의 화석

### 상주시

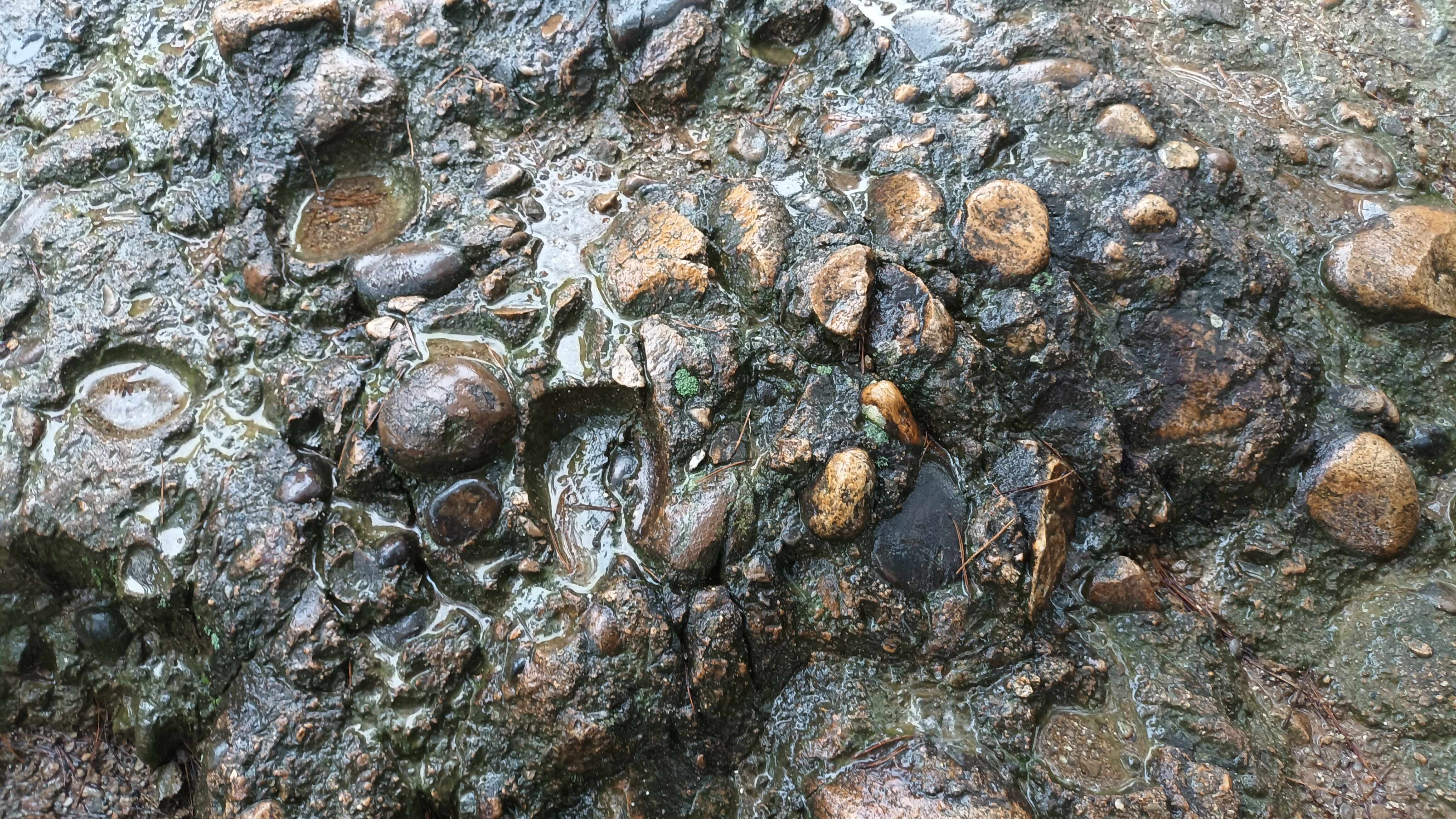
상주 경천대에 드러난 경상 누층군 낙동층의 역암

상주 지질도폭(1969) 지역에는 낙동층에 해당하는 삼덕리층(三德里層, Samdeokri formation)이 상주시 사벌국면 덕담리 동부, 묵하리, 화달리, 삼덕리 일대에 분포한다. 아직 경상 누층군의 층서가 설정되지 않았던 1969년 상주 지질도폭 지역에서 명명된 이 지층은 낙동층 최하부에 대비되며 암상에 의해 최하부의 기저역암층 백담층원, 중부의 삼덕리층원 그리고 상부의 묵하리층원으로 구분된다.

#### 백담층원
삼덕리층 백담층원(Samdeokri formation lower Baekdamri member, 白潭層員)은 경상 누층군 낙동층의 기저 역암층으로 가장 우세한 역의 크기는 50~70 cm 이나 직경 5 m 이상에 달하는 거대한 자갈도 포함한다. 이들 거력은 대체로 기반암인 반상변정흑운모 화강암질 편마암이다. 상주시 사벌국면 덕담리의 백담 마을에서 가장 두꺼운 80~110 m 두께를 보이나 남동쪽으로 가면서 점차 감소한다.

#### 삼덕리층원
삼덕리층 삼덕리층원(Samdeokri formation middle Samdeokri member, 三德里層員)은 흑색 셰일과 사암의 호층대이며 상주시 사벌국면 삼덕리에서 가장 두꺼우나 북쪽으로 가면서 첨멸한다. 흑색 셰일은 박층으로 사암 내에 무수히 협재되며 사암은 중립 내지 세립질로 담갈색 내지 담황회색을 띤다. 사암은 층준에 따라 작은 자갈을 함유하는 경우도 있다. 삼덕리층원의 하한은 하부의 기저 역암층이 끝나고 흑색 셰일이 시작되는 곳이며 상한은 흑색 셰일과 사암의 호층이 끝나는 곳이다.

#### 묵하리층원
삼덕리층 묵하리층원(Samdeokri formation upper Mukhari member, 墨下里層員)은 주로 역암과 사질역암의 호층으로 구성되며 2매의 흑색 셰일과 1매의 자색 셰일층을 협재한다. 역암 및 역질사암은 담갈색 내지 담회색을 띠며 매우 알코스질이다. 자갈은 흔히 규암, 편마암류, 흑색 셰일, 사암 등으로 구성되며 직경은 50 cm에 달하는 것도 있으나 보통 7 cm 내외의 것이 많다.

#### 단층 노두
상주시 낙동면 구잠리 일원의 공사 현장(북위 36° 22′ 39.24″ 동경 128° 17′ 26.83″ / 북위 36.3775667°  동경 128.2907861° )에서는 낙동층의 사암을 절단하는 주향 북서 47°, 경사 북동 40°의 수직변위 2 m의 정단층이 관찰된다. 이곳에서 북서쪽으로 약 700 m 떨어진 절개사면(북위 36° 22′ 55.58″ 동경 128° 17′ 09.03″ / 북위 36.3821056°  동경 128.2858417° )에서는 (서)북서와 (북)북동 방향의 단층들이 낙동층의 역암 내지 사암을 절단하고 있다. 단층들의 형성 시기는 거의 동일할 것으로 보인다.
상주시 사벌국면 삼덕리 산 12-3에 위치한 경천대 주변에는 삼덕리층 묵하리층원이 분포한다. 주로 담회색 역암과 사질역암의 호층으로 구성되며 흑색 셰일과 적색 셰일층이 협재된 곳도 있다. 경천대에서 사진과 같이 낙동층의 역암을 관찰할 수 있다.
상주도폭 지역인 상주시 중동면 죽암리 1398-2 (N 36°24'48.28", E 128°14'39.43")의 강변공원에서는 낙동강 건너편의 절벽 노두를 볼 수 있다. 절벽에는 낙동층에 해당하는 퇴적암 지층의 층리가 잘 발달해 있다.

### 예천군과의성군

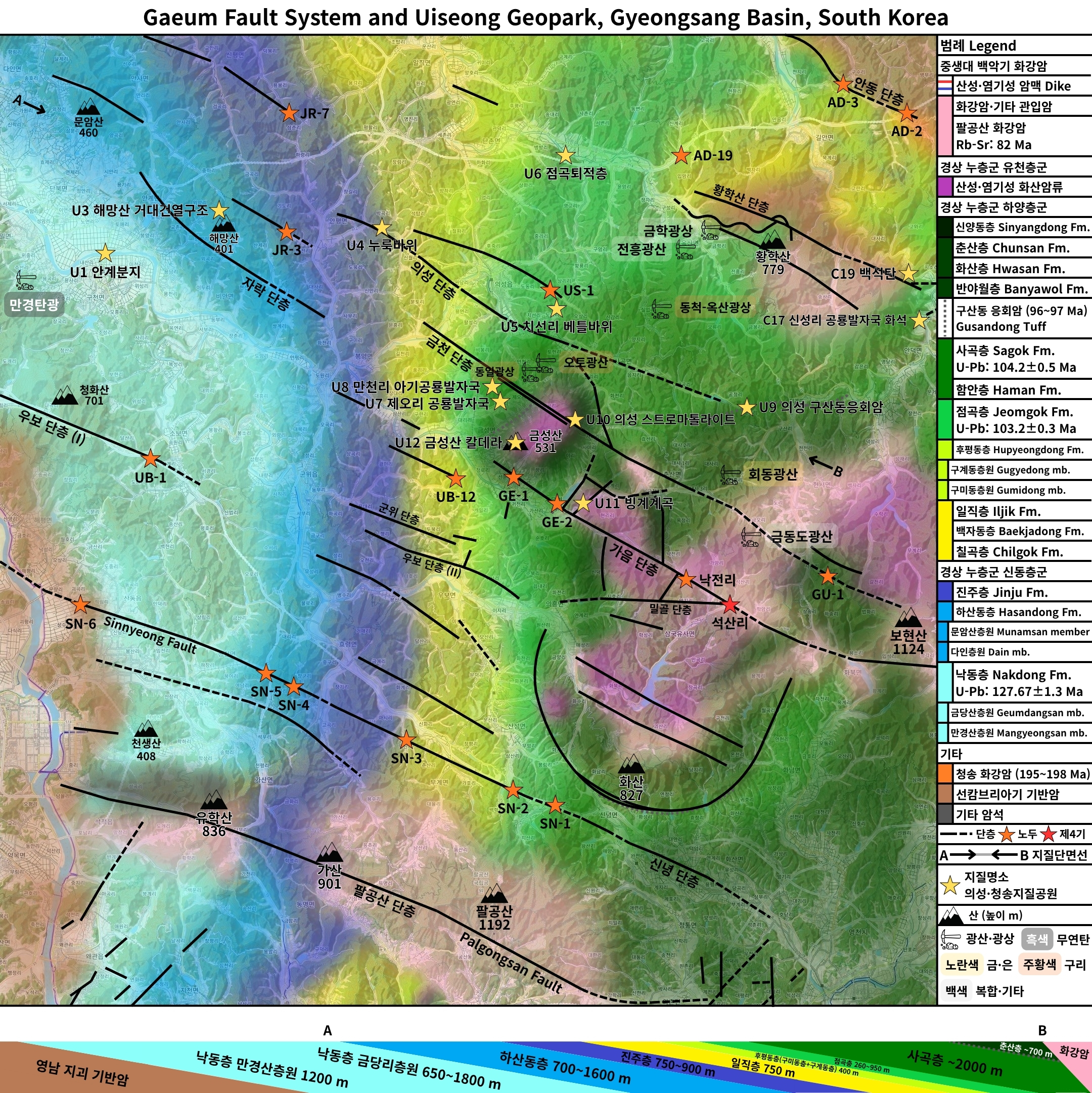
의성군의 지질과 낙동층

낙동 지질도폭(1977)에 의하면  낙동층은 예천군 풍양면 풍신리에서 의성군 비안면 면소재지에 이르기까지 북서-남동 방향으로 분포한다. 예천군 풍양면에서 안동 단층과 접하며 여기서 북쪽으로 더 이상 연장되지 않는다. 낙동층은 편마암류 및 화성암류로 된 지반의 침식면상에 부정합으로 퇴적되어 있으며, 주로 역암, 사암, 셰일, 역질사암으로 구성된다. 하부는 역암이 대체로 우세하고 상부는 사암과 셰일이 우세하다. 이러한 특성 때문에, 낙동 지질도폭에서는 하부의 역암 우세대(優勢帶)를 만경산층원으로, 상부의 사암과 셰일이 우세한 층을 금당리층원으로 구분한다. 본 층의 상한은 그 상위층인 하산동층의 하한에 의해 규정되는데, 본 층 상위에서 발달하는 자색(赭色) 셰일 내지 실트스톤이 하산동층 하한으로 설정되었으므로 그 직하부가 낙동층의 상한이다.

#### 만경산층원
만경산층원(Knnk1; Kyeongsang supergroup sindong group Nakdong formation mangyeongsan member, 萬景山層員)은 의성군 단밀면 생송리 소재 만경산을 중심으로 상주시 중동면 대부분 지역과 낙동면 물량리, 의성군 단밀면 중서부 지역에 분포한다. 본 층원(member)의 하부는 사암, 역질사암, 역암 및 셰일로 구성되며 사질(沙質)암과 역질암의 양적(量的)인 비는 대략 5 : 5 정도이다. 의성군 단밀면 낙정리의 낙동나루 부근에서는 담황색의 조립질 사암과 역암이 흑운모화강암질편마암(PCEggn) 및 반상변정편마암 위에 부정합적으로 놓인다. 본 층원의 중부는 역암과 역질 사암이 월등하게 우세하고 이 사이에 적갈색의 풍화면을 갖는 조립질 사암이 5~25 m의 두께로 간간이 협재된다. 두께는 의성군 단밀면 낙정리와 주선리 간 단면에서 약 1200 m이다.
선산 지질도폭(1989)에서는 만경산층원이 더 세분되어 하부 만경산층원과 중부 만경산층원, 상부 만경산층원으로 3등분된다.
- 하부 만경산층원(Knm1; Kyeongsang supergroup sindong group Nakdong formation lower mangyeongsan member)은 신동층군의 최하부 만경산층원의 아래쪽 지층으로 그 아래쪽의 선(先)백악기의 기반암을 난정합(Non-conformity)으로 덮는다. 사질역암, 역질사암, 역암, 사암, 실트질사암, 셰일로 구성되며, 전반적으로 역질암이 사암보다 우세하다. 두께는 310 m이다.[10]
- 중부 만경산층원(Knm2; Kyeongsang supergroup sindong group Nakdong formation middle mangyeongsan member)은 만경산층원 중부의 얇은 지층이며 낙동도폭 지역에서는 나타나지 않고 선산도폭에 해당하는 구미시 도개면-해평면 지역에서 최대 120 m의 두께를 보이나 그 남북으로 갈수록 소멸된다. 구체적으로 도개면 북방에서 0 m, 군위군 소보면 흰치고개에서 120 m, 법주사에서 80 m, 도리사에서 50 m로 북쪽에서 남쪽으로 갈수록 얇아져 구미도폭 지역에서 첨멸된다. 주로 담회색 역암으로 구성되며 흰치고개에서는 두께 4 m의 사층리가 발달한다.[10]
- 상부 만경산층원(Knm3; Kyeongsang supergroup sindong group Nakdong formation upper mangyeongsan member)은 만경산층원 상부의 지층이며 중부층원 또는 하부층원을 정합으로 덮는다. 역질사암 및 사암으로 구성되며 두께는 160 m이다.[10]

#### 금당리층원
금당리층원(Knnk2; Kyeongsang supergroup sindong group Nakdong formation geumdangri member, 金堂里層員)은 상주시 중동면 금당리를 중심으로 풍양면 풍신리에서 의성군 단북면 면소재지를 지나 안계면 면소재지까지 위천을 따라 그 주변부에 분포한다. 낙동도폭에 의하면 주로 사암, 역질사암, 흑색과 회(녹)색 셰일로 구성되며, 드물게 실트스톤이 협재된다. 하부의 만경산층원을 정합적으로 덮고, 상부의 하산동층에 의해 정합적으로 덮인다. 본 층원은 주로 사암과 셰일의 호층(互層)이며, 사암과 셰일의 양적 비는 6 : 4이다.
선산 지질도폭에 의하면 역질사암, 역암, 녹회색 이질(泥質)사암으로 구성되며 이에는 130매의 녹회색, 녹회색, 암회색 내지 흑색 셰일, 실트스톤 및 이질암을 협재한다. 전체적으로 층리가 잘 발달되어 있으며 본 층원 역질 사암과 역암의 역(礫)들은 장축이 6 cm 이하이고 편마암 및 화강암력이 우세하며 규암은 적다. 남쪽 산동읍 지역에서 북서 15~30°, 북쪽 소보면 지역에서 북서 40~80°이고 경사는 동 10~28°이며 두께는 낙동도폭 내 금당리 지역에서 약 650 m, 선산도폭(1989) 내 군위군 소보면-구미시 산동읍 지역에서 1800 m이다.

### 대구광역시군위군
군위 지질도폭(1981)에 의하면 낙동층의 상부만이 의성군 비안면 남동부, 군위군 소보면 동부, 구미시 장천면 북부 등지에 분포하며 두께는 약 900 m이다. 역질사암, 사암, 미사(微砂)질 셰일 및 역암으로 구성된다. 역(礫)의 구성은 규암, 편암, 편마암, 화강암 등이며 직경은 3~4 cm인 것이 대부분이고 큰 것은 20cm 에 이른다. 암회색 셰일 또는 미사(微砂)암이 협재하는데 특히 하부에는 약간의 탄질 셰일도 있다. 곡형(谷型) 사층리를 흔히 볼 수 있다.

### 구미시
구미시 산동면과 해평면 일대에 분포하는 낙동층의 중부 만경산층원, 상부 만경산층원, 금당리층원의 퇴적상조합을 통해 퇴적환경을 유추한 결과, 자갈이 많은 유속이 빠른 하도 내에서 수평층리가 발달하고, 웅덩이와 같은 환경에서는 퇴적이 일어난 후 유량 증가에 의한 사질퇴적물의 공급이 일어나는 과정이 반복된 것으로 추정된다. 또한 많은 유량, 유속의 증가에 의해 인접한 자연 제방의 붕괴로 쇄설류가 하도 내부나, 인접한 웅덩이로 유입되는 환경에서 퇴적된 것으로 해석된다. 이곳에 분포하는 낙동층의 역암과 역질사암을 구성하고 있는 역은 주로 규암이나 화강암의 것이다.

#### 암상
구미 지질도폭(1974)에 의하면 본 층은 구미시 내에서 대부분이 낙동강 동부 지역에 분포하나 금오산 주변에도 소규모로 분포한다. 낙동강 동부에서는 화강암질 편마암(PCEggn)을 기반암으로 하여 역암, 역질사암, 및 사암의 호층(互層)으로 이루어지며, 칠곡군 가산면 남쪽 유학산 일대에서 응회암류의 분출작용(Kst)과 화강섬록암(Kgdi)의 관입을 받고 있다.
구미시 산동면 일대의 이 지층은 화성활동의 영향을 받지 않은 지역으로서 기저 역암을 하부로 하여 역암, 역질 사암, 사암 및 사질 셰일의 호층(互層)으로 구성되며, 기저 역암층은 지역적으로 다르나 약 2 m 내외의 두께를 가진다. 본 도폭 지역에서의 낙동층은 낙동층 하부에 속하며 두께는 화강섬록암의 관입으로 다소 변화는 있으나 대략 700 m 이상이다. 층리는 응회암 및 화강섬록암의 관입 접촉부는 심하게 교란되어 있다. 구미시 산동면 일대에서 층리의 주향과 경사는 북동 15°및 남동 15°이며, 구미시 장천면-칠곡군 가산면 일대에서 북동 2°및 남동 15°로서 층리의 주향방향은 다소 변하나 경사는 11~19°이다.
대율 지질도폭(1981)에서는 지층명이 바뀌어 연화동층(蓮花洞層)이 되나 이 역시 낙동층과 동일한 지층이다. 도폭 내에서 유학산 북편에서 구미시 장천면 여남리, 금산리에 이르기까지 분포한다. 주로 사암, 역질사암, 역암 등 조립질 쇄설암이 우세하다. 본 지층 중에 협재된 역암 및 역질사암(Knnkc; pebbly sandstone or conglomerate in Yeonhwadong formation)의 역은 장경 10 cm에 가까운 것도 있으나 대체로 2~4 cm의 것들이 많다. 이들의 측방 연속성은 매우 약한 편이어서 1 km 이상 추적이 불가능하다. 역을 1/4이상 포함하는 역암은 역질사암 속에 국부적으로 나타나며 전체적으로는 역질사암으로 보아야 하는 것들이 대부분이다. 상부의 하산동층과는 자색층을 협재하지 않는다는 점에서 구분되며 기타 암질에는 큰 차이가 없다. 본 지층은 대체로 북동 10~30°의 주향과 남동 10~15°의 경사를 보여주며 두께는 약 120 m 정도이다. 본 층 중에서는 식물화석 Onychiopsis elongata (Geyler), Cladophlebis sp., 동물화석 Nadongia soni (Yang, 1975), Viviparus sp. 등이 산출되었다.

#### 노두와 화석
구미시 장천면 신장리 산 42-2에 위치한 천생산(408.2 m)은 산마루가 길고 평탄하여 마치 테이블 마운틴, 거대한 탁자와도 같은 형태를 보인다. 이는 낙동층의 층리면을 따라 풍화 및 침식 작용에 의해 형성된 지질 유산으로 낙동층의 암상과 퇴적 구조, 침식 지형 등을 관찰할 수 있다. 이는 타 지역에서는 관찰할 수 없는 특이한 지형이다.
구미시 산동면 봉산리(N 36°08'54", E 128°26'30") 일대에 공단 조성을 위해 공사하면서 노출된 낙동층의 한 이암층 단면에서 320여 점의 식물 화석이 산출되었고, 왜관도폭 지역인 칠곡군 왜관 나들목 부근 도로 확장 공사 현장(N 35°56'50", E 128°24'22")에서 소철류 외 식물 화석 390여 점과 왜관읍 금산리(N 35°57'52", E 128°23'49") 공장부지에서 열대 및 아열대 지역에서 자생하고 있는 나무고사리 화석을 포함한 총 520여 점의 화석 식물이 산출되었다. 이중 보존 상태가 좋은 244점을 형태적 특징에 의해 분류한 결과, 20속 33종으로 분류되었다. 선태류, 속새류, 양치류, 소철류, 구과류, 은행류 등의 화석이 산출되었으며, 양치류와 고사리 화석은 낙동층이 퇴적될 당시의 기후가 현재보다 매우 온난 습윤하였음을 지시한다. 낙동층 식물 화석군은 전기 백악기의 바렘절(Barremian) 전기~압티안절(Aptian) 전기에 해당되는 것으로 보인다.
구미시 산동면 봉산리의 낙동층에서 우산이끼(liverwort) 화석인 Thallites yabei (Kryshtofovich)를 발견했다. 이 지역의 낙동층은 다른 식물 화석도 많이 나오는 암회색~흑색 셰일과 세립질사암으로 구성되어 있다.
장기홍(1989)은 선산군 장천면 금산리 한구미마을 입구 도로변과 가동지제방 개울 건너 2개 지점의 낙동층 상부에서 Clypeator jiuquanenis, Peckisphaera verticillata 및 Stenochata sp.를 산출하였다.
선산군 장천면 금산리 지역에서 1989년 윤조화석이 산출되었으며 이는 독일의 Nehden 지역에서 보고된 바렘절(Barremian)의 윤조화석군과 유사하다. 산출된 윤조화석은 Clypeator jiuquanensis, Peckisphaera verticillata, Aclistochara cf. rotunda, Tolypella sp., Clavatoroidea gyrogonite 4종 4속과 1형태종이다. 따라서 낙동층의 지질시대는 이전에 추정되었던 오트리브절(Hauterivian)보다 더 상위인 바렘절까지 연장될 것으로 보고되었다.
구미시의 낙동층
- 구미시 장천면 오로리 장천로 도로변 (이하 동일)

### 칠곡군,성주군
왜관 지질도폭(1928)에 의하면 선캄브리아기 편마암의 침식면 위에 퇴적되어 있다. 주로 암회색 셰일, 암회색 또는 암자색(暗紫色) 등의 이암, 암회색, 갈색 사암, 역암 등으로 구성되여 하부, 중부, 상부 3개 부분으로 나누어진다. 낙동층 하부는 흑색 셰일, 녹색 이암, 갈색 사암, 역암으로 구성되며 무연탄(anthracites)이 협재된다. 낙동층 중부는 주로 사암과 역암으로 구성되며 약간의 흑색 셰일을 포함하고 전체 두께는 약 300 m이다. 낙동층 중부의 상위에 삽입된 역암층은 Cibotiocaulis tateiwai Ogura, Cyathocaulis naktongensis Ogura, Xenoxylon latiporosum (Cramer)과 같은 다수의 고사리(tree-ferns)와 침엽수 화석을 특징적으로 포함하고 있다. 화석이 별로 없는 낙동층 상부는 비교적 연속성 있는 흑색 셰일과 갈색 사암 등으로 구성되며 두께는 300 m이다. 북동 주향에 경사는 남동 10~30°이다.

#### 화석
칠곡군 지천면 금호리에 분포하는 낙동층 상부층에서 고사리 잎화석(Cladophelbis sp., Onychiopsis sp. 등), 구과식물 잎화석(Araucaria sp.)과 이매패류 화석(Nagdongia sp., Trigonioides sp. 등)의 산출이 확인되었다. 다습한 기후를 지시하는 고사리 잎화석은 하부층에 우세하게 산출되고, 고온 건조한 기후를 지시하는 구과식물 잎화석은 상부층에 집중되어 산출되는 현상이 나타남을 미루어 볼 때, 육지의 기후변화가 영향을 끼친 것으로 여겨진다. 따라서 낙동층 퇴적 말기에 다습한 기후에서 점차 건조한 기후로의 변화가 나타났으며, 이는 결과적으로 퇴적환경의 변화(낙동층의 퇴적 종료→하산동층의 퇴적 시작)를 초래한 것으로 해석된다.
칠곡군 왜관읍 낙산리 금무봉(278.7 m, N 35°57'21.33", E 128°25'36.72") 일대에는 천연기념물 제146호로 지정된 칠곡 금무봉 나무고사리화석 산지가 위치한다. 이 지역에는 낙동층의 중부에 해당하는 퇴적층이 대체로 북동-남서의 주향과 남동 방향의 경사를 가지며 대상으로 분포되어 있다. 이 화석 산지는 한국에서 처음으로 중생대의 식물 화석이 대량으로 산출된 곳으로 나무고사리화석 이외에 양치류, 구과류 등의 나자 식물화석, 이매패류와 복족류 등의 연체동물 화석, 공룡뼈 화석 등이 산출된다.
정은경 등(2014)은 칠곡 금무봉 나무고사리화석 산지의 하부 낙동층에서 나무 화석 Xenoxylon meisteri Palib. et Jarm. 화석을 발견했다. 이들 Xenoxylon 화석과 나무 양치류 화석의 공존은 백악기 초기 한반도 지역에서의 습하고 차가운 기후를 지시한다.
칠곡군 지천면 금호리의 불동리 지역에서 경북대학교 양승영 교수에 의해 Nippononaia ryosekiana가 처음으로 발견되었다. 이곳은 Nagdongia soni의 모식 산지이다.

### 고령군
현풍 지질도폭(1970)에 의하면 낙동층군의 최하부 지층이며 주로 암회색의 이암, 사암, 셰일, 갈색의 역암 등으로 구성되어 있다. 주향과 경사는 대개 북동 20~60°및 남동 12~22°이며, 상위의 하산동층에 의하여 정합적으로 피복된다. 두께는 700~800 m이다.
구정 지질도폭(1970)에 의하면 고령군 대가야읍 중화리와 지산리에서 쌍림면에 이르는 지역에서 선캄브리아기의 편마암류 등의 침식면을 부정합으로 피복한다. 전반적으로 본 층은 북동 20~40°에 남동 10~35°의 경사를 보이며 두께는 약 500~700 m이다. 역암, 사암, 알코스사암, 셰일의 호층(互層)으로 구성되며, 본 층의 기저는 역암 및 역질사암이다.
고령군의 낙동층
- 고령군 쌍림면 안림리, 방아실교차로 남서쪽
북위 35° 41′ 34.0″ 동경 128° 14′ 43.0″ / 북위 35.692778°  동경 128.245278°
- 고령군 쌍림면 송림리, 국도 제26호선 도로변
북위 35° 40′ 46.4″ 동경 128° 14′ 11.0″ / 북위 35.679556°  동경 128.236389°
- 고령군 쌍림면 송림리, 국도 제26호선 도로변
북위 35° 40′ 43.7″ 동경 128° 14′ 12.3″ / 북위 35.678806°  동경 128.236750°
- 고령군 쌍림면 안림리, 대가야로 방아실교차로 남서측
북위 35° 41′ 36.2″ 동경 128° 14′ 52.1″ / 북위 35.693389°  동경 128.247806°
- 고령군 고령군 쌍림면 귀원리 귀원삼거리 전면

### 합천군
합천 지질도폭(1968)에서는 지층 이름이 다시 연화동층으로 바뀐다. 고령군 쌍림면 신촌리에서 합천군 율곡면 노양리, 합천읍 금양리, 용주면 고품리, 황계리에 이르기까지 북동 방향으로 분포한다. 주로 사암, 셰일 및 역암으로 구성되며, 대체로 회색을 띤다. 편마암류 및 화성암류로 구성된 지반의 침식면상에 부정합적으로 충적되어 있으며, 기저부는 주로 니질(泥質)암, 드물게 역암으로 구성된다. 기저부가 니질암인 경우 드물게 탄질 셰일이 협재된다. 그리고 이 지역의 기저부에는 불국사 화성암류의 산성암맥이 관입하고 있다. 지층의 두께는 약 600 m이다.
삼가 지질도폭(1975)부터 지층명이 원지층(院志層)으로 바뀌나 이 역시 낙동층과 동일한 지층이다. 합천군 용주면 황계리, 가회면 장대리, 함방리, 산청군 신등면 사정리, 가술리 일대에 북북동-남남서 방향으로 분포하는 원지층은 경상 누층군 최하부 지층으로서 반상변정미그마타이트질 편마암과 섬장암을 부정합으로 피복하며 부정합면은 대부분 흑색 셰일로 구성되며 부분적으로 역암으로 되어 있다. 본 층 하부의 흑색 셰일 내에 2~3매의 탄질 셰일이 협재되어 있으며 이들 탄질 셰일 내에는 보존이 불량한 식물 화석이 포함되어 있다.
본 층과 상위 마동층(하산동층)과의 경계는 본 층 상위에 발달하는 최초의 자색(赭色) 사질셰일 내지 셰일층의 하한을 기준으로 한다. 그러나 자색층이 동일 층준에서 단속(斷續)되기도 하며 지질 경계는 임의적이기도 하다. 본 지층 내에는 간혹 국부적으로 희미한 적색의 부분을 가지기도 하나 그것은 마동층의 진한 적색층과 구분될 수 있다.
본 층은 역암, 역질사암, 조립~중립질 사암, 셰일 및 사질셰일로 구성되어 있다. 본 층의 최하부는 역암과 탄질 셰일 내지 연장 상태가 매우 불량한 흑색 셰일이 서로 교호하며 2~3메의 탄질 셰일층이 협재된다. 본 층의 하부는 주로 조립질 암회색 사암과 역질 사암이 우세하며 흑색, 녹회색 셰일이 협재된다. 중부는 주로 회색 셰일, 회색 사질셰일과 세립질 회색 사암이 1 m 내외의 두께로 서로 호층을 이루며 전반적으로 하부나 상부에 비해 셰일이 우세한 경향을 보인다. 상부는 중부에서 우세했던 셰일이 상부로 가면서 차츰 감소하며 세립 내지 중립질 사암이 우세해지는데 특히 최상부에서는 알코스질 역질사암이 발달한다. 역질사암의 역들은 백색 내지 암회색 규암, 셰일, 석영맥, 화강암질암이고 원마도가 양호한 장경 1~3 cm의 것이다. 지층의 전반적인 주향은 북동 20~30°, 경사는 남동 10~15°이며 두께는 약 800 m 정도이다.

#### 노두
합천군 용주면 황계리 산 156 (N 35°30'41.95", E 128°04'12.15")에 위치한 황계 폭포는 영남 육괴와 경상 분지 경계 지역에 해당하며 낙동층과 편마암상 섬장암과의 부정합 경계면을 관찰할 수 있다. 2단의 계단형 형태인 황계 폭포는 절리와 암맥들의 차별 침식 작용에 의해 절리 위의 암석이 붕락되면서 만들어진 것으로 보인다.
합천군 용주면 황계리 산 153 (N 35°30'34.93", E 128°04'12.09")에서는 역질사암, 이암, 미사암의 퇴적암으로 구성된 낙동층을 잘 관찰할 수 있다. 낙동층의 최하부에 해당하는 이곳은 퇴적 환경에 따른 암상의 변화를 관찰할 수 있으며 퇴적 동시성 성장 단층의 발달로 낙동층 생성 당시의 고응력 해석이 가능하다.
합천군의 낙동층
- 합천군 용계면 황계리 황계폭포 동쪽의 낙동층
- 합천군 용계면 황계리 황계폭포 남쪽의 낙동층. 이암과 사암으로 구성된다.
북위 35° 30′ 34.9″ 동경 128° 04′ 13.1″ / 북위 35.509694°  동경 128.070306°
- 위 사진의 근경
- 지방도 제1026호선 도로변의 낙동층
북위 35° 30′ 50.6″ 동경 128° 04′ 22.8″ / 북위 35.514056°  동경 128.073000°
- 합천호수로 도로변의 낙동층
북위 35° 34′ 04.2″ 동경 128° 08′ 21.6″ / 북위 35.567833°  동경 128.139333°

### 산청군
산청 지질도폭(1970)에 의하면 각섬석-흑운모편암을 부정합으로 덮으며 층리가 확연하게 나타난다. 본 지층은 역암, 역질사암, 알코스사암, 셰일 등의 호층으로 구성된다. 역암은 주로 준편마암류의 원력과 이를 교결하는 알코스사암으로 구성되며 원력의 크기는 직경이 대략 3~4 cm 이나 큰 것은 15 cm나 된다. 하부의 알코스사암대와 회색셰일대에는 탄질셰일이 있으며 이에 협재되는 두께 20~30 cm 정도의 얇고 불연속적인 석탄층이 있다.
단성 지질도폭(1968)에 의하면 편마암과 편암류를 부정합으로 덮고 있다. 원지층의 기저부는 함력조립질사암으로 구성되며 최대 1 m 까지의 역을 함유하기도 하나 보통은 직경 5 cm 내외이다. 그러나 역을 전혀 함유하지 않은 곳과 역이 50%에 달하며 역암으로 변한 곳이 간혹 있다. 기저부의 역은 유백색 규암, 회색 규암, 유백색 석영맥, 우백화강편마암, 화강암질 편마암을 주로 한다. 산청군 신안면 신안리 소재 백마산(286.3 m) 서측 강변에서 부정합면을 잘 관찰할 수 있는데 편마암류의 침식면은 약간의 요철을 보이며 그 상위에 앞서 언급한 함력사암층이 5~6 m 발달한다. 산청군 단성면 사월리의 망해봉(257.9 m, 望海峯) 정상부에는 지형의 영향으로 원지층의 기저 함력사암층이 두께 3 m에 섬 모양으로 편마암 분포지 중에 고립되어 분포한다. 원지층은 하부로부터 기저 함력사암층 6 m, 조립 알코스질사암 약 100 m, 회색 중립사암 50 m, 회색 세립질사암 200 m 및 회색 셰일 350 m의 순서으로 되어 있다. 이들 사암 중에는 회색 셰일이 간간히 협재되어 호층을 이루는데 조립질인 부분에서는 셰일의 두께가 사암층의 그것보다 작으며 세립질사암 중의 셰일층의 두께는 증가하여 사암층보다 두껍다. 세립질 사암 중에는 셰일의 협재가 거의 없으며 상부로 향하여 셰일로 점이된다. 셰일층 위에는 두께 약 0.3 m 내외의 연속성이 좋은 암회색 석회암층이 있으며 이는 원지층 최상부에 해당한다.

#### 노두와 화석
산청군 신안면 하정리 산 38 (N 35°18'27.12", E 127°58'15.21")에는 적벽산 서측의 남강변을 따라 약 50 m 두께의 낙동층 하식애가 드러나 있다. 낙동층 하부에 해당하는 선상지성 역질사암층이 발달하며 풍화가 심하여 퇴적 구조 관찰이 어려우나 점이 층리와 사층리 등을 확인할 수 있다.
장기홍(1989)은 산청군 신안면 하정리 앞 국도변의 낙동층 중부에서 Clypeator jiuquanensis, Peckisphaera verticillata 화석을 발견하었다.
산청군의 낙동층
- 산청군 신안면 하정리 국도 제20호선 도로공사 현장 (도로명주소: 산청군 신안면 지리산대로 3739 남쪽)
- 적벽산
- 적벽산
- 신안면 하정리 양천 하천변 산책로의 역암 노두
북위 35° 17′ 56″ 동경 127° 58′ 13″ / 북위 35.29889°  동경 127.97028°
- 왼쪽 사진의 근경

### 진주시와사천시
진교 지질도폭(1965)에 의하면 경상 누층군 최하위층으로 편마암 및 편암으로 된 변성암류와 염기성 내지 중성 화산암류를 부정합으로 덮고 석영반암, 화강섬록암 및 맥암류에 의해 관입당했다. 원지층은 100 m 정도의 두께를 갖는 기저역암 및 함력 조립사암으로 된 기저역암대와 그 위에 330 m 두께의 녹회색 셰일대로 구분할 수 있다. 기저역암과 함력 조립사암은 하동군 북천면 직전리 부근에 잘 발달한다.
역암의 바탕은 알코스질으로 다량의 장석을 함유하며 풍화면에서는 유백색 내지 갈색을 띠나 신선한 면에서는 담녹회색을 띤다. 상부 함력조립사암층에서는 흑색 셰일층이 발달하는데 이 중에 간혹 엷은 무연탄층이 협재된다. 기저역암층과 녹회색 셰일대 사이에는 석영반암과 화강섬록암의 관입으로 인해 일부가 포획되어 혼펠스 또는 처트화 되어 곳곳에 섬처럼 고립되어 있고 대부분은 침식되었다.
녹회색 셰일대는 주로 녹회색을 띠는 사질셰일 및 셰일로 구성되며 간간히 녹회색 사암이 호층을 이루고 엷은 자색(赭色) 셰일이 수 회 협재된다. 전체적으로 볼 때 사암은 중립 내지 조립질이며 백운모와 장석을 함유한 알코스질이다. 본 층 상부에 0.3 m 내외의 두께를 갖고 발달하는 암회색 내지 회색 석회암층이 있는데 이 석회암층을 경계로 마동층과 구분된다. 이 석회암층은 비교적 연속성을 가지며 풍화면에서는 층리를 가지나 곳에 따라 석회질셰일로 점이되거나 자색 셰일 중에 역질로 나타나는 경우도 있다.
하동군 북천면 옥정리 산 77 (N 35°06'58.72", E 127°54'24.95")에는 하천 바닥면에서 선캄브리아기 화강편마암과 중생대 낙동층과의 부정합 경계면이 관찰된다. 노두는 도로와 인근 폐석산에서도 확인되며 낙동층의 회색 내지 담회색 중조립 사암과 부정합 관계를 가진다.
진주시 지역에서의 낙동층 두께는 약 550 m이다. 오재호 외(1995)는 경상 누층군 내 석유 부존 가능성을 조사하며 남해고속도로를 따라 낙동층의 노두를 다음과 같이 기재하였다.
- 낙동층 하부에 해당하는 노두는 남해고속도로 하동 나들목에서 약 2 km 동쪽에 위치한다. 이 노두의 최하부는 편마암으로 구성된 기반암이며 기반암 상부 불규칙한 부정합 상부에는 탄질세일，(암)회색의 니질사암으로 구성된다. 괴상 및 희미한 층리를 보이는 사암과 역질이암도 분포한다. 노두의 중부는 4매의 상향세립화 경향을 보이는 역암，역질사암 및 사암과 녹회색의 니질사암으로 구성된다. 역들은 주로 화강(편마)암, 규암, 화산암 등으로 구성되며 수평연장성이 불량한 이암층도 분포한다. 암석은 대개 괴상이지만 일부 층리를 보인다. 노두의 상부는 (녹)회색의 니질사암，화산퇴적물 및 얇은 사암이 교호한다.
- 낙동층 최상부에 해당하는 노두는 남해고속도로 진교 나들목에서 약 2 km 서쪽에 위치한다. 이 노두의 하부는 회색 이암과 니질사암，(극)세립 사암이 교호한다. 노두의 중부는 괴상, 층리 및 사층리를 보이는 중립사암으로 구성된다.노두의 상부는 (암)회색 니질사암을 침식하며 퇴적된 조립 및 중립 사암으로 구성되며 상향 세립화 경향을 보인다.

### 하동군

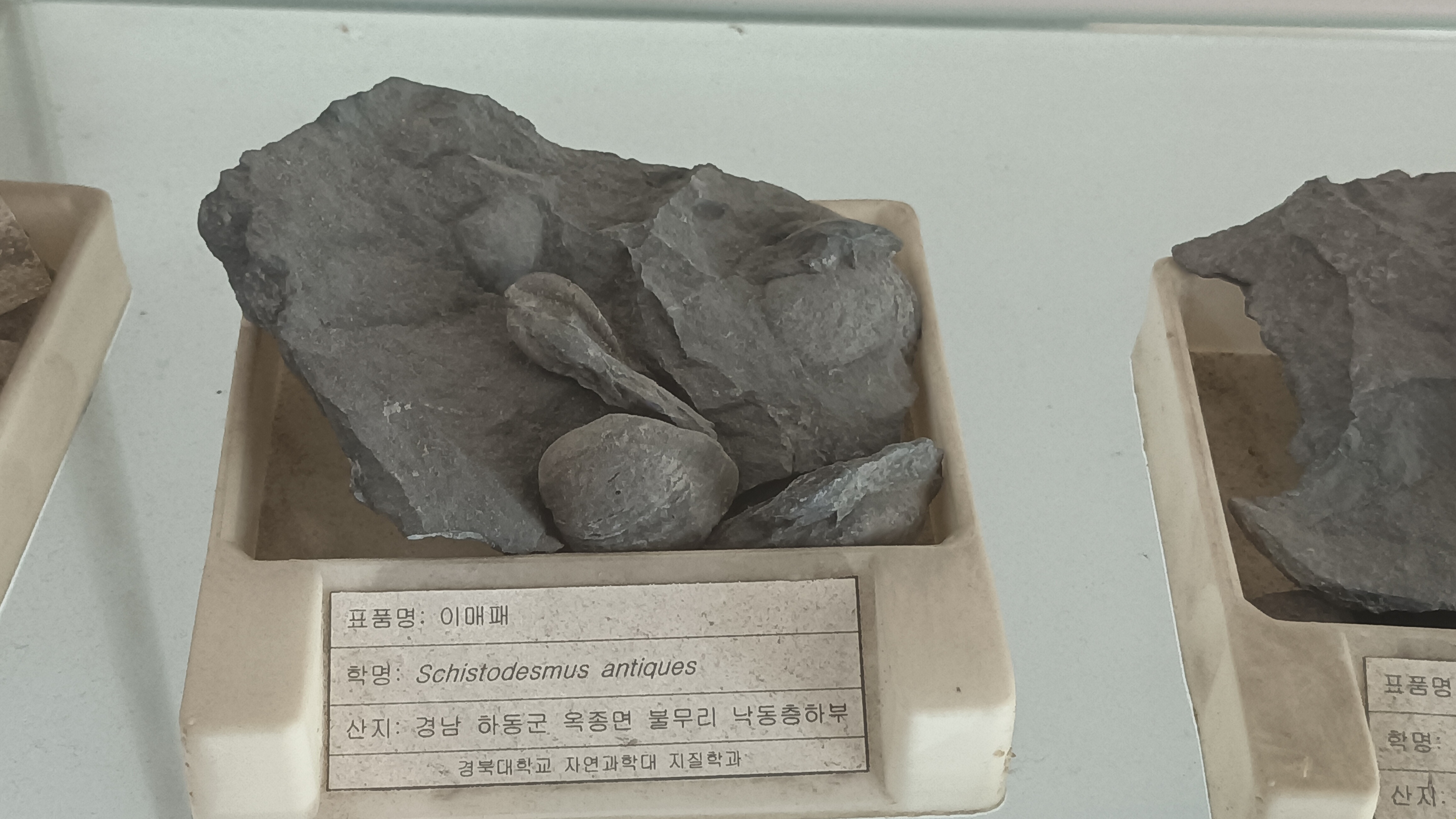
하동군 옥종면 북방리 불무마을의 낙동층 하부에서 산출된 이매패류 화석 Schistodesmus antiqus, 경북대학교 제2과학관 전시

남해 지질도폭(1989)에 의하면 편암류 및 편마암류의 침식면 위에 부정합적으로 놓여 있고 상위의 하산동층과는 정합적인 관계를 가진다. 하산동층에 협재된 자색(赭色)층 중 최하위의 것을 본 층의 상한(上限)으로 삼는다. 도폭 내 하동군 금남면 덕천리에서 금성면 궁항리와 고포리, 광양시 진월면 망덕리에 이르기까지 남서-북동 방향으로 대상(帶狀) 분포한다.
낙동층은 남서 방향으로 갈수록 두께가 얇아지고 있는데, 낙동층의 일반적인 두께가 600~700 m인 반면 하동 지역에서는 150~200 m의 두께를 보이고 있어 낙동층이 첨멸하고 있음을 지시한다. 낙동층은 전체적으로 조립질의 암상으로서 담회색의 역암, 함력(含礫)조립사암, 역질사암, 조립 내지 중립(中粒)사암, (녹)회색 이암 및 셰일로 구성되며 담회색 조립사암과 녹회색 사질이암은 호층(互層)을 형성한다. 더 자세하게는 함역조립사암 및 역암이 우세한 하부층원과 조립 및 중립사암과 녹회색 니질셰일이 호층을 이루는 상부층원으로 구분된다. 하동군 금남면 계천리~금성면 궁항리 간 지역에서는 선캄브리아기 기반암과 하산동층 사이에 낙동층이 없고 하산동층이 직접 기반암을 부정합으로 덮는 부분이 있는데 이는 낙동층 퇴적 당시 이 부분이 기반암으로 된 언덕으로 이 언덕 위에는 고도 차이로 인해 낙동층이 퇴적될 수 없었던 것으로 해석된다.
하동군 금성면 일대의 낙동층 중부에서 두께 3 m 내외의 화산쇄설성 퇴적층이 수평으로 분포하고 있음이 확인되었다. 이로부터 경상 분지는 형성 초기부터 이미 화산 활동이 있었고 이는 퇴적분지 생성에 관여한 것으로 보이는 지구조운동과 병행하여 발생한 것으로 추정된다.
정대교와 김용인(1996)은 광양시 동부~하동군 일대에 분포하는 낙동층의 퇴적환경과 기원암을, 고수류(paleocurrent)를 분석하고 낙동층이 선상지 환경보다는 하천 환경(riverine system)에서 퇴적되었으며 퇴적물은 변성암으로부터 기원했다고 결론 지었다. 이 지역에서 낙동층은 북동-남서 방향으로 500~600 m 두께로 분포하고 역암, 역질사암, 사암, 실트스톤, 이암 등으로 구성되며 박층의 탄질이암이 하부 및 상부에 2~3매 협재된다. 역암의 역들은 대개 직경 10cm 미만의 규암, 사암 등으로 구성되고 흑색 이암에는 식물화석의 파편들이 흔히 발견된다. 낙동층 형성 당시 고수류 방향은 방향은 북쪽에서 남쪽 방향을 지시하고 있으며 이것은 낙동층의 퇴적물 기원지가 북쪽이었음을 지시한다. 낙동층 중부~상부는 하성환경 퇴적으로 이 환경은 하산동층까지 유지되었던 것으로 추정된다.
하동군 지역의 경상 누층군 낙동층 하부의 흑색 셰일 중에는 무연탄 내지 탄질셰일이 포함되어 있으며 하동군 내 2개 지역에 채탄장이 존재했었다. 관곡리 채탄장은 하동군 진교면 관교리의 산릉에 위치했으며 주향 북동 50°, 경사 남동 14°의 흑색 셰일 중에 협재되는 탄질셰일을 채굴하였다. 안심리 채탄장은 하동군 진교면 백련리 안심마을의 낙동층 하부 조립/중립 암회색 사암 사이에 협재된 흑색 셰일 중에 있는 1 m 두께의 탄질셰일을 채굴하였다. 두 채탄장의 갱도는 붕괴되거나 침수되어 있다.

### 광양시
최남단인 광양시에서 낙동층은 거의 소멸한다. 광양 지질도폭(1989)에 의하면 광영동-진월면 망덕리 지역에서 낙동층은 선캄브리아기의 변성암류를 부정합으로 덮으며, 본 층의 하부는 주로 역암, 사질 역암, 역질 사암으로 구성되어 있다. 이러한 조립질 암석의 대부분은 연한 갈색 내지 우백색이며 괴상(塊狀) 층리를 보인다. 낙동층의 구성암에서 가장 우세한 조립질 사암의 대부분은 분급이 불량한 알코스사암이다. 이 사암층은 괴상(塊狀)의 두꺼운 지층으로서 횡적 연속성이 짧다. 지층의 주된 주향은 북동 60°, 경사는 남동 12~25°이나 곳에 따라서는 주향이 북서 70~82°로 변화하는 것으로 보아 퇴적 후에 습곡 작용이 심하게 있었던 것으로 해석된다. 광영동 소재 가야산 북측에서 상위의 하산동층에 의해 덮이면서 본 층이 소멸된다.
| 도폭     | 구성 암석 | 두께 (m)            | 지층명   |
| -------- | --- | ------------------- | -------- |
| 낙동도폭 | (금당리층원) 회색 및 흑색 셰일, 탄질 셰일, 조립질 사암, 역암, 역질사암, 회색 및 녹회색 셰일 (만경산층원) 흑색 셰일, 탄질,셰일, 담황색역암, 역질사암, 암회색 및 녹회색 조립질사암, 회색 셰일                    | 650 1200            | 낙동층   |
| 선산도폭 | (금당리층원) 녹회색 셰일 아르코즈 역질 사암 암회색 내지 흑색 셰일 (상부 만경산층원) 역질사암 및 사암 (중부 만경산층원) 역질사암, 극조립사암 (하부 만경산층원) 사질역암, 역질사암, 역암, 사암, 실트질사암, 셰일 | 1800 160 50~120 310 | 낙동층   |
| 군위도폭 | 역질사암, 사암, 미사(微砂)질 셰일 및 역암 | -                   | 낙동층   |
| 구미도폭 | 알코스사암, 사질셰일, 흑색 셰일, 역암 | 700~                | 낙동층   |
| 대율도폭 | 사암, (암)회색 셰일, 실트스톤, 역질사암 및 역암 | 120                 | 연화동층 |
| 왜관도폭 | (상부) 흑색 셰일과 갈색 사암 (중부) 사암과 역암, 약간의 흑색 셰일을 포함 (하부) 흑색 셰일, 녹색 이암, 갈색 사암, 역암, 무연탄 협재                                                                             | 300 -               | 낙동층   |
| 현풍도폭 | 암회색의 이암, 사암, 셰일, 갈색의 역암 | 700~800             | 낙동층   |
| 구정도폭 | 역암, 사암, 알코스사암, 셰일의 호층(互層), 기저는 역암 및 역질사암 | 500~700             | 낙동층   |
| 합천도폭 | 회색 사암, 역암, 셰일 | 600                 | 연화동층 |
| 삼가도폭 | 흑색 셰일, 역암, 역질사암, 암회색 또는 녹회색 중~조립질사암, 셰일, 사질셰일, 탄질셰일 | 800                 | 원지층   |
| 산청도폭 | 역암, 역질사암, 알코스사암, 셰일의 호층 | -                   | 원지층   |
| 단성도폭 | 회색 셰일 회색 세립질사암 회색 중립사암 조립 알코스질사암 기저 함력사암층 | 350 200 50 100 6    | 원지층   |
| 진교도폭 | (최상부) (암)회색 석회암 (상부 녹회색 셰일대) 녹회색을 띠는 사질셰일 및 셰일, 녹회색 사암이 호층을 이루고 담자색(赭色) 셰일 협재 (하부 기저역암대) 기저역암, 함력 조립사암                                     | 0.3 330 100         | 원지층   |
| 남해도폭 | 담회색의 역암, 함역(含礫)조립사암, 역질사암, 조립 내지 중립(中粒)사암, (녹)회색 이암 및 셰일 | 150~200             | 낙동층   |
| 광양도폭 | 역암, 역질 사암, 조립질사암, 중립질사암, 사암셰일 셰일 협재 | 첨멸                | 낙동층   |

## 같이 보기
- 한국의 지질
- 상주시의 지질
- 의성군의 지질
- 대구광역시의 지질
- 합천군의 지질
- 진주시의 지질
- 경상 누층군
- 하산동층
- 묘곡층
- 경정동층
- 울련산층